# Otávio Campos do Amaral
Otávio Campos do Amaral (Virginópolis, 7 de novembro de 1885 — Belo Horizonte, 12 de abril de 1949) foi um político brasileiro. Exerceu o mandato de deputado federal constituinte por Minas Gerais em 1934.